# Himalphalangium nepalensis
Himalphalangium nepalensis is een hooiwagen uit de familie echte hooiwagens (Phalangiidae).